# Agglomération de recensement de Rimouski

L'agglomération de recensement de Rimouski en 2011

L'agglomération de recensement de Rimouski est une entité géostatistique définie par Statistique Canada qui est formée de la ville Rimouski, de Saint-Anaclet-de-Lessard et Saint-Narcisse-de-Rimouski.

## Démographie
Lors du recensement de 2011, la population de l'agglomération de recensement de Rimouski était de 50 912 habitants sur une superficie de 631,22 km2.